# Трунов, Николай Родионович
Никола́й Родио́нович Труно́в (1889, Липовка, Козловский район — 29 октября 1917, Москва) — младший унтер-офицер из команды двинцев.

## Биография
Родился в семье крестьянина.
Окончил среднюю школу. Помогал отцу.
Посещал нелегальный кружок.
В 1915 году призван в армию. Служил в 719-м Лысогорском полку.
Был арестован за революционную деятельность и ему были предъявлены обвинения по которым полагалось 10 лет каторги.
Вместе с другими двинцами был привезен в Москву в Бутырскую тюрьму.
Погиб в бою у Моссовета.
Похоронен у Кремлёвской стены.